# Let's Dance 2010
Let's Dance 2010 var den femte säsongen av TV-programmet Let's Dance och sändes i TV4 mellan den 8 januari och 26 mars 2010. Vinnare blev till slut Mattias Andréasson med danspartnern Cecilia Ehrling.

## Tävlande
Den 2 december 2009 hölls en presskonferens på Grand Hotel i Stockholm där alla deltagarna i årets Let's Dance presenterades, de som presenterades var följande:
- Elin Kling, modejournalist, dansar med Daniel da Silva
- Willy Björkman, snickare/fixare känd från tv-programmet Bygglov, dansar med Charlotte Sinclair
- Gudrun Schyman, politiker, dansar med Björn Törnblom
- Agneta Sjödin, programledare, dansar med Tobias Karlsson
- Marcus Birro, poet, dansar med Helena Fransson
- Peter Wahlbeck, komiker, dansar med Maria Bild
- Victoria Sandell Svensson, f.d. fotbollsspelare, dansar med Anders Jacobson
- Stefan Sauk, skådespelare, dansar med Malin Johansson
- Molly Sandén, sångerska, dansar med Jonathan Näslund
- Claudia Galli, skådespelare/komiker, dansar med Tobias Wallin
- Rabih Jaber, sångare känd från Idol 2009, dansar med Maria Lindberg
- Mattias Andréasson, sångare känd från Idol 2007, dansar med Cecilia Ehrling

Fotnot: Från början skulle Jan-Olof Hansson, bonde, dansa med Maria Lindberg men på läkarens avrådan hoppade han av innan programmet startade. Han ersattes av Rabih Jaber. 

## Program

### Program 1
Sändes den 8 januari 2010
1. Stefan Sauk och Malin Johansson - Cha-cha-cha (Ayo technology - Milow)
2. Victoria Sandell Svensson och Anders Jacobson - Vals (Three times a lady - Commodores)
3. Mattias Andréasson och Cecilia Ehrling - Cha-cha-cha (Please don't leave me - Pink)
4. Molly Sandén och Jonathan Näslund - Vals (There's a time for us - West side story)
5. Willy Björkman och Charlotte Sinclair - Cha-cha-cha (Take on me - Aha)
6. Elin Kling och Daniel da Silva - Cha-cha-cha (Do you love me - Amanda Jensen)
7. Peter Wahlbeck och Maria Bild - Vals (Unchained melody - Righteous Brothers)
8. Gudrun Schyman och Björn Törnblom - Cha-cha-cha (Don't go breaking my heart - Elton John och Kiki De)
9. Marcus Birro och Helena Fransson - Vals (Perfect day - Lou Reed)
10. Claudia Galli och Tobias Wallin - Cha-cha-cha (Poker face - Lady GaGa)
11. Rabih Jaber och Maria Lindberg - Vals (The last waltz - Engelbert Humperdinck)
12. Agneta Sjödin och Tobias Karlsson - Vals (Somewhere over the rainbow - Over the Rainbow)

#### Juryns poäng
| Nr | Tävlingspar          | Maria Öhrman | Dermot Clemenger | Ann Wilson | Tony Irving | Poängsumma |
| -- | -------------------- | ------------ | ---------------- | ---------- | ----------- | ---------- |
| 1  | Stefan och Malin     | 4            | 5                | 4          | 4           | 17         |
| 2  | Victoria och Anders  | 2            | 3                | 3          | 2           | 10         |
| 3  | Mattias och Cecilia  | 5            | 6                | 5          | 6           | 22         |
| 4  | Molly och Jonathan   | 7            | 7                | 6          | 5           | 25         |
| 5  | Willy och Charlotte  | 1            | 2                | 2          | 1           | 6          |
| 6  | Elin och Daniel      | 3            | 3                | 3          | 2           | 11         |
| 7  | Peter och Maria      | 4            | 4                | 4          | 3           | 15         |
| 8  | Gudrun och Björn     | 4            | 5                | 4          | 4           | 17         |
| 9  | Marcus och Helena    | 3            | 3                | 3          | 3           | 12         |
| 10 | Claudia och Tobias W | 6            | 7                | 6          | 7           | 26         |
| 11 | Rabih och Maria      | 3            | 4                | 3          | 2           | 12         |
| 12 | Agneta och Tobias K  | 6            | 6                | 6          | 7           | 25         |

#### Utröstningen
I de första programmet röstas ingen ut men nedan visas dock ändå de par som erhöll minst antal röster sammanlagt från både tittare och jury
| Lägst antal tittarröster                      |                               |                                |
| Victoria Sandell Svensson och Anders Jacobson | Peter Wahlbeck och Maria Bild | Elin Kling och Daniel da Silva |

### Program 2
Sändes den 15 januari 2010
1. Agneta Sjödin och Tobias Karlsson - Rumba (True Colours - Cindy Lauper)
2. Peter Wahlbeck och Maria Bild - Rumba (One - U2)
3. Elin Kling och Daniel da Silva - Tango (Boom Boom Pow - Black Eyed Peas)
4. Rabih Jaber och Maria Lindberg - Rumba (Sealed with a kiss - Bobby Vinton)
5. Claudia Galli och Tobias Wallin - Tango (I've seen that face before (Libertango) - Grace Jones )
6. Willy Björkman och Charlotte Sinclair - Tango (Min älskling du är som en ros - Evert Taube )
7. Victoria Sandell Svensson och Anders Jacobson - Rumba (Halo - Beyoncé)
8. Mattias Andréasson och Cecilia Ehrling - Tango (Release me - Agnes)
9. Stefan Sauk och Malin Johansson - Tango (Eleaonor Rigby - Beatles)
10. Molly Sandén och Jonathan Näslund - Rumba (Is it true - Yohanna)
11. Marcus Birro och Helena Fransson - Rumba (This is not America - David Bowie )
12. Gudrun Schyman och Björn Törnblom - Tango (Doktorn - Agnetha Fältskog)

#### Juryns poäng
| Nr | Tävlingspar          | Maria Öhrman | Dermot Clemenger | Ann Wilson | Tony Irving | Poängsumma |
| -- | -------------------- | ------------ | ---------------- | ---------- | ----------- | ---------- |
| 1  | Agneta och Tobias K  | 4            | 4                | 4          | 4           | 16         |
| 2  | Peter och Maria      | 5            | 6                | 5          | 5           | 21         |
| 3  | Elin och Daniel      | 3            | 4                | 3          | 2           | 12         |
| 4  | Rabih och Maria      | 2            | 2                | 2          | 1           | 7          |
| 5  | Claudia och Tobias W | 5            | 5                | 5          | 5           | 20         |
| 6  | Willy och Charlotte  | 4            | 4                | 4          | 3           | 15         |
| 7  | Victoria och Anders  | 3            | 4                | 4          | 4           | 15         |
| 8  | Mattias och Cecilia  | 7            | 7                | 7          | 6           | 27         |
| 9  | Stefan och Malin     | 6            | 6                | 5          | 6           | 23         |
| 10 | Molly och Jonathan   | 2            | 3                | 3          | 2           | 10         |
| 11 | Marcus och Helena    | 3            | 4                | 4          | 3           | 14         |
| 12 | Gudrun och Björn     | 6            | 6                | 6          | 5           | 23         |

#### Utröstningen
Listar de två par som erhöll minst tittar- och juryröster under de två första programmen.

Den av dessa två par som är markerad med mörkgrå färg är det par som tvingats lämna tävlingen.
| Lägst antal tittarröster                      |                                |
| Victoria Sandell Svensson och Anders Jacobson | Elin Kling och Daniel da Silva |

### Program 3
Sändes den 22 januari 2010. På grund av sjukdom ersattes Maria Lindberg denna vecka av Oksana Spichak. Hela intäkten från telefonomröstningen gick denna vecka till offren för Jordbävningen i Haiti. Totalt ringde tittarna för 600.000 kr.
1. Claudia Galli och Tobias Wallin - Jive (Womanizer - Britney Spears)
2. Marcus Birro och Helena Fransson - Quickstep (Not Fair - Lily Allen)
3. Molly Sandén och Jonathan Näslund - Quickstep (Fairytale - Alexander Rybak)
4. Peter Wahlbeck och Maria Bild - Quickstep (I Gotta Feeling - Black Eyed Peas)
5. Rabih Jaber och Oksana Spichak - Quickstep (The Boy Does Nothing - Alesha Dixon)
6. Gudrun Schyman och Björn Törnblom - Jive (My Baby Just Cares for Me - Nina Simone)
7. Stefan Sauk och Malin Johansson - Quickstep (Stay the Night - Alcazar)
8. Elin Kling och Daniel da Silva - Jive (All That She Wants - Ace of Base)
9. Willy Björkman och Charlotte Sinclair - Jive (These Boots Are Made for Walkin' - Nancy Sinatra)
10. Agneta Sjödin och Tobias Karlsson - Quickstep (Puttin' on the Ritz - Frank Sinatra)
11. Mattias Andréasson och Cecilia Ehrling - Jive (Right Round - Flo Rida)

#### Juryns poäng
| Nr | Tävlingspar          | Maria Öhrman | Dermot Clemenger | Ann Wilson | Tony Irving | Poängsumma |
| -- | -------------------- | ------------ | ---------------- | ---------- | ----------- | ---------- |
| 1  | Claudia och Tobias W | 8            | 8                | 8          | 8           | 32         |
| 2  | Marcus och Helena    | 3            | 2                | 3          | 2           | 10         |
| 3  | Molly och Jonathan   | 5            | 7                | 7          | 4           | 23         |
| 4  | Peter och Maria      | 3            | 4                | 4          | 3           | 14         |
| 5  | Rabih och Oksana     | 3            | 3                | 3          | 2           | 11         |
| 6  | Gudrun och Björn     | 5            | 5                | 5          | 5           | 20         |
| 7  | Stefan och Malin     | 5            | 6                | 6          | 6           | 23         |
| 8  | Elin och Daniel      | 6            | 6                | 6          | 4           | 22         |
| 9  | Willy och Charlotte  | 1            | 3                | 3          | 2           | 9          |
| 10 | Agneta och Tobias    | 7            | 6                | 6          | 5           | 24         |
| 11 | Mattias och Cecilia  | 7            | 8                | 9          | 9           | 33         |

#### Utröstningen
Listar veckovis de 2 par som erhöll minst antal tittar- och juryröster.

Den av dessa två par som är markerad med mörkgrå färg är det par som tvingats lämna tävlingen.
| Lägst antal tittarröster      |                                |
| Peter Wahlbeck och Maria Bild | Rabih Jaber och Oksana Spichak |

### Program 4
Sändes den 29 januari 2010. Maria Lindberg blev även denna vecka tvungen att ersättas av Oksana Spichak på grund av sjukdom.
1. Molly Sandén och Jonathan Näslund - Paso doble (The only ones - Melody Club)
2. Gudrun Schyman och Björn Törnblom - Slowfox (Morning train - Sheena Easton)
3. Marcus Birro och Helena Fransson - Paso doble (I was made for loving you - Kiss)
4. Elin Kling och Daniel da Silva - Slowfox (Mama Do - Pixie Lott)
5. Mattias Andréasson och Cecilia Ehrling - Slowfox (21 Guns - Green Day)
6. Rabih Jaber och Oksana Spichak - Paso doble (Hurtful - Eric Hassle)
7. Agneta Sjödin och Tobias Karlsson - Paso doble (Don't you forget about me - Simple Minds)
8. Willy Björkman och Charlotte Sinclair - Slowfox (Gotta be somebody - Nickelback)
9. Claudia Galli och Tobias Wallin - Slowfox (Give me a call - Pauline)
10. Stefan Sauk och Malin Johansson - Slowfox (Close to you - The Carpenters)

#### Juryns poäng
| Nr | Tävlingspar          | Maria Öhrman | Dermot Clemenger | Ann Wilson | Tony Irving | Poängsumma |
| -- | -------------------- | ------------ | ---------------- | ---------- | ----------- | ---------- |
| 1  | Molly och Jonathan   | 3            | 3                | 4          | 3           | 13         |
| 2  | Gudrun och Björn     | 5            | 5                | 5          | 4           | 19         |
| 3  | Marcus och Helena    | 3            | 4                | 4          | 3           | 14         |
| 4  | Elin och Daniel      | 6            | 6                | 6          | 5           | 23         |
| 5  | Mattias och Cecilia  | 6            | 6                | 7          | 7           | 26         |
| 6  | Rabih och Oksana     | 3            | 5                | 5          | 3           | 16         |
| 7  | Agneta och Tobias    | 7            | 6                | 6          | 5           | 24         |
| 8  | Willy och Charlotte  | 3            | 3                | 3          | 1           | 10         |
| 9  | Claudia och Tobias W | 6            | 7                | 6          | 6           | 25         |
| 10 | Stefan och Malin     | 10           | 9                | 9          | 10          | 38         |

#### Utröstningen
Listar veckovis de 2 par som erhöll minst antal tittar- och juryröster.

Den av dessa två par som är markerad med mörkgrå färg är det par som tvingats lämna tävlingen.
| Lägst antal tittarröster          |                                |
| Agneta Sjödin och Tobias Karlsson | Elin Kling och Daniel da Silva |

### Program 5
Sändes den 5 februari 2010.
1. Rabih Jaber och Maria Lindberg  - Cha-cha-cha (Funky town - Lips Inc)
2. Willy Björkman och Charlotte Sinclair - Vals (Sunny, Boney M)
3. Molly Sandén och Jonathan Näslund - Cha-cha-cha (This is it - Melba Moore )
4. Claudia Galli och Tobias Wallin - Vals (When I need you - Leo Sayer)
5. Gudrun Schyman och Björn Törnblom - Vals (Don't leave me this way - Thelma Houston)
6. Marcus Birro och Helena Fransson - Cha-cha-cha (Hot stuff, Donna Summer)
7. Mattias Andréasson och Cecilia Ehrling - Vals (Could it be magic - Donna Summer)
8. Stefan Sauk och Malin Johansson - Vals (I will survive, Gloria Gaynor)
9. Elin Kling och Daniel da Silva - Vals (Never can say goodbye - Gloria Gaynor)

#### Juryns poäng
| Nr | Tävlingspar         | Maria Öhrman | Dermot Clemenger | Ann Wilson | Tony Irving | Poängsumma |
| -- | ------------------- | ------------ | ---------------- | ---------- | ----------- | ---------- |
| 1  | Rabih och Maria     | 3            | 3                | 3          | 3           | 12         |
| 2  | Willy och Charlotte | 3            | 3                | 3          | 2           | 11         |
| 3  | Molly och Jonathan  | 5            | 5                | 5          | 5           | 20         |
| 4  | Claudia och Tobias  | 7            | 9                | 8          | 7           | 31         |
| 5  | Gudrun och Björn    | 6            | 6                | 6          | 6           | 24         |
| 6  | Marcus och Helena   | 2            | 3                | 3          | 1           | 9          |
| 7  | Mattias och Cecilia | 8            | 8                | 8          | 8           | 32         |
| 8  | Stefan och Malin    | 9            | 9                | 8          | 9           | 35         |
| 9  | Elin och Daniel     | 5            | 7                | 6          | 5           | 23         |

#### Utröstningen
Listar veckovis de 2 par som erhöll minst antal tittar- och juryröster.

Den av dessa två par som är markerad med mörkgrå färg är det par som tvingats lämna tävlingen.
| Lägst antal tittarröster       |                                  |
| Rabih Jaber och Maria Lindberg | Marcus Birro och Helena Fransson |

### Program 6
Sändes den 12 februari 2010.
1. Willy Björkman och Charlotte Sinclair - Samba (You're the first, my last, my everything - Barry White)
2. Elin Kling och Daniel da Silva - Samba (Rap das armas - Cidinho & Doca)
3. Stefan Sauk och Malin Johansson - Samba (Tom's Diner - Suzanne Vega)
4. Marcus Birro och Helena Fransson - Samba (When love takes over - David Guetta feat. Kelly Rowland)
5. Molly Sandén och Jonathan Näslund - Samba (Fantasi - Freestyle)
6. Mattias Andréasson och Cecilia Ehrling - Samba (When it was good - Flipsyde)
7. Gudrun Schyman och Björn Törnblom - Samba (Heart of Glass - Blondie)
8. Claudia Galli och Tobias Wallin - Samba (There must be an angel - Eurythmics)

#### Juryns poäng
| Nr | Tävlingspar         | Maria Öhrman | Dermot Clemenger | Ann Wilson | Tony Irving | Poängsumma |
| -- | ------------------- | ------------ | ---------------- | ---------- | ----------- | ---------- |
| 1  | Willy och Charlotte | 2            | 3                | 4          | 4           | 13         |
| 2  | Elin och Daniel     | 6            | 6                | 6          | 4           | 22         |
| 3  | Stefan och Malin    | 7            | 8                | 8          | 7           | 30         |
| 4  | Marcus och Helena   | 2            | 3                | 3          | 2           | 10         |
| 5  | Molly och Jonathan  | 6            | 6                | 6          | 6           | 24         |
| 6  | Mattias och Cecilia | 5            | 7                | 7          | 7           | 26         |
| 7  | Gudrun och Björn    | 3            | 4                | 5          | 3           | 15         |
| 8  | Claudia och Tobias  | 7            | 7                | 7          | 6           | 27         |

#### Utröstningen
Listar veckovis de 2 par som erhöll minst antal tittar- och juryröster.

Den av dessa två par som är markerad med mörkgrå färg är det par som tvingats lämna tävlingen.
| Lägst antal tittarröster         |                                |
| Marcus Birro och Helena Fransson | Elin Kling och Daniel da Silva |

### Program 7
Sändes den 19 februari 2010.
1. Elin Kling och Daniel da Silva - Rumba (It must have been love - Roxette)
2. Mattias Andréasson och Cecilia Ehrling - Rumba (Nothing compares 2 U - Sinead O'Connor)
3. Molly Sandén och Jonathan Näslund - Tango (Bad romance - Lady Gaga)
4. Gudrun Schyman och Björn Törnblom - Rumba (Vi blundar - Caroline af Ugglas)
5. Claudia Galli och Tobias Wallin - Rumba (I don't believe you - Pink)
6. Stefan Sauk och Malin Johansson - Rumba (Let's get it on - Marvin Gaye)
7. Willy Björkman och Charlotte Sinclair - Rumba (New love in town - Europe)

#### Juryns poäng
| Nr | Tävlingspar         | Maria Öhrman | Dermot Clemenger | Ann Wilson | Tony Irving | Poängsumma |
| -- | ------------------- | ------------ | ---------------- | ---------- | ----------- | ---------- |
| 1  | Elin och Daniel     | 7            | 7                | 7          | 5           | 26         |
| 2  | Mattias och Cecilia | 8            | 8                | 8          | 9           | 33         |
| 3  | Molly och Jonathan  | 6            | 7                | 6          | 7           | 26         |
| 4  | Gudrun och Björn    | 5            | 5                | 5          | 4           | 19         |
| 5  | Claudia och Tobias  | 9            | 9                | 9          | 9           | 36         |
| 6  | Stefan och Malin    | 9            | 8                | 8          | 8           | 33         |
| 7  | Willy och Charlotte | 3            | 4                | 4          | 4           | 15         |

#### Utröstningen
Listar veckovis de 2 par som erhöll minst antal tittar- och juryröster.

Den av dessa två par som är markerad med mörkgrå färg är det par som tvingats lämna tävlingen.
| Lägst antal tittarröster       |                                   |
| Elin Kling och Daniel da Silva | Gudrun Schyman och Björn Törnblom |

### Program 8
Sändes den 26 februari 2010.
1. Mattias Andréasson och Cecilia Ehrling - Paso doble (Voulez Vous - Mamma Mia!)
2. Gudrun Schyman och Björn Törnblom - Paso doble (Don't cy for me Argentina - Evita)
3. Claudia Galli och Tobias Wallin - Paso doble (What a feeling - Flashdance)
4. Willy Björkman och Charlotte Sinclair - Paso doble (Operafantomen - Fantomen på Operan)
5. Molly Sandén och Jonathan Näslund - Jive (I got life - Hair)
6. Stefan Sauk och Malin Johansson - Paso doble (Time of my life - Dirty Dancing)

#### Juryns poäng
| Nr | Tävlingspar         | Maria Öhrman | Dermot Clemenger | Ann Wilson | Tony Irving | Poängsumma |
| -- | ------------------- | ------------ | ---------------- | ---------- | ----------- | ---------- |
| 1  | Mattias och Cecilia | 6            | 6                | 8          | 8           | 28         |
| 2  | Gudrun och Björn    | 4            | 5                | 5          | 4           | 18         |
| 3  | Claudia och Tobias  | 8            | 8                | 7          | 8           | 31         |
| 4  | Willy och Charlotte | 4            | 5                | 5          | 3           | 17         |
| 5  | Molly och Jonathan  | 7            | 6                | 6          | 5           | 24         |
| 6  | Stefan och Malin    | 9            | 9                | 9          | 9           | 36         |

#### Utröstningen
Listar veckovis de 2 par som erhöll minst antal tittar- och juryröster.

Den av dessa två par som är markerad med mörkgrå färg är det par som tvingats lämna tävlingen.
| Lägst antal tittarröster          |                                        |
| Gudrun Schyman och Björn Törnblom | Mattias Andréasson och Cecilia Ehrling |

### Program 9
Sändes den 5 mars 2010.
Omgång 1
1. Stefan Sauk och Malin Johansson - Quickstep (Walkng on sunshine - Katrina and the Waves)
2. Claudia Galli och Tobias Wallin - Quickstep (Part time lover - Stevie Wonder)
3. Mattias Andréasson och Cecilia Ehrling - Quickstep (Don't get med wrong - Pretenders)
4. Willy Björkman och Charlotte Sinclair - Quickstep (You can't hurry love - Supremes)
5. Molly Sandén och Jonathan Näslund - Slowfox (Words - F R David)

Omgång 2
1. Stefan Sauk och Malin Johansson - Soft Shoe (King Porter Stomp - Bob Crosby)
2. Claudia Galli och Tobias Wallin - Bollywood (Dhoom Taana - Om Shanti Om)
3. Mattias Andréasson och Cecilia Ehrling - Bachata (Obsesión - Aventura)
4. Willy Björkman och Charlotte Sinclair - Flamenco (Entre Dos Aguas - Paco de Lucia)
5. Molly Sandén och Jonathan Näslund - Lindy hop (In the Mood - Gleen Miller & Friends)

#### Juryns poäng
Omgång 1
Juryn ger bara poäng i omgång 1
| Nr | Tävlingspar         | Maria Öhrman | Dermot Clemenger | Ann Wilson | Tony Irving | Poängsumma |
| -- | ------------------- | ------------ | ---------------- | ---------- | ----------- | ---------- |
| 1  | Stefan och Malin    | 6            | 6                | 6          | 6           | 24         |
| 2  | Claudia och Tobias  | 7            | 7                | 7          | 7           | 28         |
| 3  | Mattias och Cecilia | 9            | 8                | 9          | 9           | 35         |
| 4  | Willy och Charlotte | 3            | 2                | 3          | 1           | 9          |
| 5  | Molly och Jonathan  | 9            | 9                | 9          | 10          | 37         |

#### Utröstningen
Listar veckovis de 2 par som erhöll minst antal tittar- och juryröster.

Den av dessa två par som är markerad med mörkgrå färg är det par som tvingats lämna tävlingen.
| Lägst antal tittarröster        |                                       |
| Stefan Sauk och Malin Johansson | Willy Björkman och Charlotte Sinclair |

### Program 10
Sändes den 12 mars 2010.
Omgång 1
1. Willy Björkman och Charlotte Sinclair - Salsa (Så klart! - Petter)
2. Molly Sandén och Jonathan Näslund - Salsa (Varje gång jag ser dig - Lisa Nilsson)
3. Mattias Andréasson och Cecilia Ehrling - Salsa (Känn ingen sorg för mig Göteborg - Håkan Hellström)
4. Claudia Galli och Tobias Wallin - Salsa (En kväll i juni - Lasse Berghagen)

Omgång 2
1. Willy Björkman och Charlotte Sinclair - Bugg (Solglasögon - Docent Död)
2. Molly Sandén och Jonathan Näslund - Bugg (Eloise - Arvingarna)
3. Mattias Andréasson och Cecilia Ehrling - Bugg (I natt är jag din - Tomas Ledin)
4. Claudia Galli och Tobias Wallin - Bugg (Inget stoppar oss nu - Black Ingvars)

#### Juryns poäng
| Nr | Tävlingspar         | Maria Öhrman | Dermot Clemenger | Ann Wilson | Tony Irving | Poängsumma |
| -- | ------------------- | ------------ | ---------------- | ---------- | ----------- | ---------- |
| 1  | Willy och Charlotte | (10) 6+4     | (14) 7+7         | (13) 7+6   | (10) 6+4    | (47) 26+21 |
| 2  | Molly och Jonathan  | (15) 8+7     | (16) 8+8         | (15) 8+7   | (16) 8+8    | (62) 32+30 |
| 3  | Mattias och Cecilia | (19) 9+10    | (19) 9+10        | (19) 9+10  | (20) 10+10  | (77) 37+40 |
| 4  | Claudia och Tobias  | (20) 10+10   | (19) 10+9        | (19) 10+9  | (19) 10+9   | (77) 40+37 |

#### Utröstningen
Listar veckovis de 2 par som erhöll minst antal tittar- och juryröster.

Den av dessa två par som är markerad med mörkgrå färg är det par som tvingats lämna tävlingen.
| Lägst antal tittarröster          |                                       |
| Molly Sandén och Jonathan Näslund | Willy Björkman och Charlotte Sinclair |

### Program 11
Sändes den 19 mars 2010.
Omgång 1
1. Claudia Galli och Tobias Wallin - Tango (Libertango - Grace Jones)
2. Willy Björkman och Charlotte Sinclair - Jive (These boots are made for walking - Nancy Sinatra)
3. Mattias Andréasson och Cecilia Ehrling - Cha-cha-cha (Please don't leave me - Pink)

Omgång 2
1. Claudia Galli och Tobias Wallin - Jive (Womanizer - Britney Spears)
2. Willy Björkman och Charlotte Sinclair - Tango (Min älskling du är som en ros - Evert Taube)
3. Mattias Andréasson och Cecilia Ehrling - Jive (Right Round - Flo Rida)

#### Juryns poäng
| Nr | Tävlingspar         | Maria Öhrman | Dermot Clemenger | Ann Wilson | Tony Irving | Poängsumma |
| -- | ------------------- | ------------ | ---------------- | ---------- | ----------- | ---------- |
| 1  | Claudia och Tobias  | (20) 10+10   | (20) 10+10       | (19) 9+10  | (19) 9+10   | (78) 38+40 |
| 2  | Willy och Charlotte | (9) 3+6      | (9) 3+6          | (9) 3+6    | (7) 2+5     | (34) 11+23 |
| 3  | Mattias och Cecilia | (18) 9+9     | (19) 9+10        | (19) 9+10  | (19) 9+10   | (75) 36+39 |

#### Utröstningen
Listar veckovis de 2 par som erhöll minst antal tittar- och juryröster.

Den av dessa två par som är markerad med mörkgrå färg är det par som tvingats lämna tävlingen.
| Lägst antal tittarröster              |                                 |
| Willy Björkman och Charlotte Sinclair | Claudia Galli och Tobias Wallin |

### Program 12 (Finalen)
Sändes den 26 mars 2010.
Omgång 1
1. Mattias Andréasson och Cecilia Ehrling - Quickstep (Don't get me wrong - Pretenders)
2. Claudia Galli och Tobias Wallin - Cha-cha-cha (Pokerface - Lady GaGa)

Omgång 2
1. Mattias Andréasson och Cecilia Ehrling - Bugg (I natt är jag din - Tomas Ledin)
2. Claudia Galli och Tobias Wallin - Salsa (En kväll i juni - Lars Berghagen)

Omgång 3
1. Mattias Andréasson och Cecilia Ehrling - Showdans (Beat It - Michael Jackson)
2. Claudia Galli och Tobias Wallin - Showdans (Your Song - Moulin Rouge)

#### Juryns poäng
| Nr | Tävlingspar         | Maria Öhrman  | Dermot Clemenger | Ann Wilson   | Tony Irving  | Poängsumma     |
| -- | ------------------- | ------------- | ---------------- | ------------ | ------------ | -------------- |
| 1  | Mattias och Cecilia | (29) 9+10+10  | (29) 9+10+10     | (29) 9+10+10 | (29) 9+10+10 | (116) 36+40+40 |
| 2  | Claudia och Tobias  | (30) 10+10+10 | (29) 9+10+10     | (29) 9+10+10 | (27) 9+9+9   | (115) 37+39+39 |

Listar nedan det par som erhöll flest antal tittarröster och därmed vann Let's Dance 2010.
| Vinnare                                |
| Mattias Andréasson och Cecilia Ehrling |

## Juryns poängsammanställning
| Par                   | Plats | 1  | 2  | 1+21 | 3  | 4  | 5  | 6  | 7  | 8  | 9  | 10         | 11         | 12             |
| --------------------- | ----- | -- | -- | ---- | -- | -- | -- | -- | -- | -- | -- | ---------- | ---------- | -------------- |
| Mattias och Cecilia   | 1     | 22 | 27 | 49   | 33 | 26 | 32 | 26 | 33 | 28 | 35 | (77) 37+40 | (75) 36+39 | (116) 36+40+40 |
| Claudia och Tobias W. | 2     | 26 | 20 | 46   | 32 | 25 | 31 | 21 | 36 | 31 | 28 | (77) 40+37 | (78) 38+40 | (115) 37+39+39 |
| Willy och Charlotte   | 3     | 6  | 15 | 21   | 9  | 10 | 11 | 13 | 15 | 17 | 9  | (47) 26+21 | (34) 11+23 |                |
| Molly och Jonathan    | 4     | 25 | 10 | 35   | 23 | 13 | 20 | 24 | 26 | 24 | 37 | (62) 32+30 |            |                |
| Stefan och Malin      | 5     | 17 | 23 | 40   | 23 | 38 | 35 | 30 | 33 | 36 | 24 |            |            |                |
| Gudrun och Björn      | 6     | 17 | 23 | 40   | 20 | 19 | 24 | 15 | 19 | 18 |    |            |            |                |
| Elin och Daniel       | 7     | 11 | 12 | 23   | 22 | 23 | 23 | 22 | 26 |    |    |            |            |                |
| Marcus och Helena     | 8     | 12 | 14 | 26   | 10 | 14 | 9  | 10 |    |    |    |            |            |                |
| Rabih och Maria L.    | 9     | 12 | 7  | 19   | 11 | 16 | 12 |    |    |    |    |            |            |                |
| Agneta och Tobias K.  | 10    | 25 | 16 | 41   | 24 | 24 |    |    |    |    |    |            |            |                |
| Peter och Maria B.    | 11    | 15 | 21 | 36   | 14 |    |    |    |    |    |    |            |            |                |
| Victoria och Anders   | 12    | 10 | 15 | 25   |    |    |    |    |    |    |    |            |            |                |

Röda nummer anger lägsta jurypoängen för veckan.
Gröna nummer anger de högsta jurypoängen för veckan.
     anger de par (eller par) som röstades ut.
     anger återvänder par som avslutades i botten två (eller tre lägsta).
     anger återvändande par som var den siste som satt säkert (de kanske eller kanske inte har varit i de två nedersta).
     anger vinnande par.
     anger de par som kom på andraplats.
     anger de par som kom på tredjeplats.
- Note 1: Första veckan röstades ingen ut, istället meddelades vilka tre par som hade lägst poäng och röster från jury respektive tittare.